# منافسات كرة السلة في الألعاب الأولمبية الصيفية 2008
كرة السلة من مسابقات الألعاب الأولمبية الصيفية 2008 في الفترة من 9 اغسطس 2008 إلى 24 اغسطس 2008. عقدت في مركز ووكهسونغ الثقافي والرياضي في بكين ، الصين.

## لائحة الميداليات
| Event | الذهبية                | الفضية         | البرونزية       |
| ----- | ---------------------- | -------------- | --------------- |
| رجال  | الولايات المتحدة (USA) | إسبانيا (ESP)  | الأرجنتين (ARG) |
| سيدات | الولايات المتحدة (USA) | أستراليا (AUS) | روسيا (RUS)     |

## ترتيب الدول
| الترتيب | منتخب                  | ذهبية | فضية | برونزية | المجموع |
| ------- | ---------------------- | ----- | ---- | ------- | ------- |
| 1       | الولايات المتحدة (USA) | 2     | 0    | 0       | 2       |
| 2       | إسبانيا (ESP)          | 0     | 1    | 0       | 1       |
| 2       | أستراليا (AUS)         | 0     | 1    | 0       | 1       |
| 4       | روسيا (RUS)            | 0     | 0    | 1       | 1       |
| 4       | الأرجنتين (ARG)        | 0     | 0    | 1       | 1       |

These are the final standings of the different Olympic qualifying tournaments. The venues are as follows, with the city of the knockout stage mentioned first:
- بطولة كأس العالم لكرة السلة 2006: سايتاما (سايتاما), هيروشيما, هاماماتسو, سابورو, سنداي (اليابان)
- بطولة أمم أفريقيا لكرة السلة 2007: لواندا, بنغيلا, هوامبو, لوبانغو, مقاطعة كابيندا (أنغولا)
- بطولة أمم الأمريكتين لكرة السلة 2007: لاس فيغاس (الولايات المتحدة)
- بطولة أمم آسيا لكرة السلة 2007: توكوشيما (مدينة) (اليابان)
- بطولة أمم أوروبا لكرة السلة 2007: مدريد, أليكانتي, غرناطة, ميورقة (مدينة), إشبيلية (إسبانيا)
- بطولة أمم أوقيانوسيا لكرة السلة 2007: ملبورن, سيدني, Boondall (أستراليا)
- FIBA World Olympic Qualifying Tournament 2008: أثينا (اليونان)

| Rank   | بطولة كأس العالم لكرة السلة 2006                                                                        | بطولة أمم أفريقيا لكرة السلة 2007 | بطولة أمم الأمريكتين لكرة السلة 2007 | بطولة أمم آسيا لكرة السلة 2007 | بطولة أمم أوروبا لكرة السلة 2007                       | بطولة أمم أوقيانوسيا لكرة السلة 2007 | Wildcard                                                       |
| ------ | --- | --------------------------------- | ------------------------------------ | ------------------------------ | ------------------------------------------------------ | ------------------------------------ | -------------------------------------------------------------- |
| 1st    | إسبانيا (ESP)                                                                                           | أنغولا (ANG)                      | الولايات المتحدة (USA)               | إيران (IRI)                    | روسيا (RUS)                                            | أستراليا                             | كرواتيا · اليونان · Ranked 1st                                 |
| 2nd    | اليونان (GRE)                                                                                           | الكاميرون (CMR)                   | الأرجنتين (ARG)                      | لبنان (LIB)                    | إسبانيا (ESP)                                          | نيوزيلندا (NZL)                      | كرواتيا · اليونان · Ranked 1st                                 |
| 3rd    | الولايات المتحدة                                                                                        | الرأس الأخضر                      | بورتوريكو                            | كوريا الجنوبية                 | ليتوانيا                                               |                                      | ألمانيا                                                        |
| 4th    | الأرجنتين                                                                                               | مصر                               | البرازيل                             | كازاخستان                      | اليونان                                                |                                      | بورتوريكو                                                      |
| 5th    | فرنسا                                                                                                   | نيجيريا                           | كندا                                 | الأردن                         | ألمانيا                                                |                                      | نيوزيلندا · البرازيل · سلوفينيا · كندا · Ranked 5th            |
| 6th    | تركيا                                                                                                   | تونس                              | الأوروغواي                           | تايبيه الصينية                 | كرواتيا                                                |                                      | نيوزيلندا · البرازيل · سلوفينيا · كندا · Ranked 5th            |
| 7th    | ليتوانيا                                                                                                | جمهورية إفريقيا الوسطى            | المكسيك                              | قطر                            | سلوفينيا                                               |                                      | نيوزيلندا · البرازيل · سلوفينيا · كندا · Ranked 5th            |
| 8th    | ألمانيا                                                                                                 | ساحل العاج                        | فنزويلا                              | اليابان                        | فرنسا                                                  |                                      | نيوزيلندا · البرازيل · سلوفينيا · كندا · Ranked 5th            |
| 9th    | إيطاليا · أنغولا · صربيا والجبل الأسود · سلوفينيا · أستراليا · نيجيريا · الصين · نيوزيلندا · Ranked 9th | السنغال                           | بنما                                 | الفلبين                        | إسرائيل · إيطاليا · البرتغال · تركيا · Ranked 9th      |                                      | لبنان · الرأس الأخضر · كوريا الجنوبية · الكاميرون · Ranked 9th |
| 10th   | إيطاليا · أنغولا · صربيا والجبل الأسود · سلوفينيا · أستراليا · نيجيريا · الصين · نيوزيلندا · Ranked 9th | المغرب                            | جزر العذراء الأمريكية                | الصين                          | إسرائيل · إيطاليا · البرتغال · تركيا · Ranked 9th      |                                      | لبنان · الرأس الأخضر · كوريا الجنوبية · الكاميرون · Ranked 9th |
| 11th   | إيطاليا · أنغولا · صربيا والجبل الأسود · سلوفينيا · أستراليا · نيجيريا · الصين · نيوزيلندا · Ranked 9th | مالي                              |                                      | سوريا                          | إسرائيل · إيطاليا · البرتغال · تركيا · Ranked 9th      |                                      | لبنان · الرأس الأخضر · كوريا الجنوبية · الكاميرون · Ranked 9th |
| 12th   | إيطاليا · أنغولا · صربيا والجبل الأسود · سلوفينيا · أستراليا · نيجيريا · الصين · نيوزيلندا · Ranked 9th | رواندا                            |                                      | إندونيسيا                      | إسرائيل · إيطاليا · البرتغال · تركيا · Ranked 9th      |                                      | لبنان · الرأس الأخضر · كوريا الجنوبية · الكاميرون · Ranked 9th |
| 13th   | إيطاليا · أنغولا · صربيا والجبل الأسود · سلوفينيا · أستراليا · نيجيريا · الصين · نيوزيلندا · Ranked 9th | جنوب إفريقيا                      |                                      | هونغ كونغ                      | جمهورية التشيك · لاتفيا · بولندا · صربيا · Ranked 13th |                                      |                                                                |
| 14th   | إيطاليا · أنغولا · صربيا والجبل الأسود · سلوفينيا · أستراليا · نيجيريا · الصين · نيوزيلندا · Ranked 9th | موزمبيق                           |                                      | الكويت                         | جمهورية التشيك · لاتفيا · بولندا · صربيا · Ranked 13th |                                      |                                                                |
| 15th   | إيطاليا · أنغولا · صربيا والجبل الأسود · سلوفينيا · أستراليا · نيجيريا · الصين · نيوزيلندا · Ranked 9th | جمهورية الكونغو الديمقراطية       |                                      | الهند                          | جمهورية التشيك · لاتفيا · بولندا · صربيا · Ranked 13th |                                      |                                                                |
| 16th   | إيطاليا · أنغولا · صربيا والجبل الأسود · سلوفينيا · أستراليا · نيجيريا · الصين · نيوزيلندا · Ranked 9th | ليبيريا                           |                                      | الإمارات العربية المتحدة       | جمهورية التشيك · لاتفيا · بولندا · صربيا · Ranked 13th |                                      |                                                                |
| 17th = | بورتوريكو · لبنان · البرازيل · اليابان                                                                  |                                   |                                      |                                |                                                        |                                      |                                                                |
| 21st = | فنزويلا · السنغال · بنما · قطر                                                                          |                                   |                                      |                                |                                                        |                                      |                                                                |